# Tacuna
Tacuna — род аранеоморфных пауков из подсемейства Dendryphantinae в семействе пауков-скакунов (Salticidae). Все представители этого рода распространены в странах Южной Америки.
Два других вида, ранее относящихся к этому роду, сейчас относят к родам Harmochirus (Tacuna duboscqi, распространён в Кот-д'Ивуар и Сенегале, ныне Harmochirus duboscqi) и Chirothecia (Tacuna euchira, распространён в Бразилии и Аргентине, ныне Chirothecia euchira)

## Виды
- Tacuna delecta Peckham & Peckham, 1901 — Бразилия, Аргентина
- Tacuna minensis Galiano, 1995 — Бразилия
- Tacuna saltensis Galiano, 1995 — Аргентина
- Tacuna vaga (Peckham & Peckham, 1895) — Бразилия